# Kasteli
Kasteli (en griego, Καστέλι o Καστέλλι) es una localidad y unidad municipal de Grecia ubicada en la isla de Creta. Pertenece a la unidad periférica de Heraclión y al municipio de Minoa Pediada. En el año 2011 la unidad municipal contaba con una población de 4753 habitantes y la localidad tenía 1438.

## Arqueología

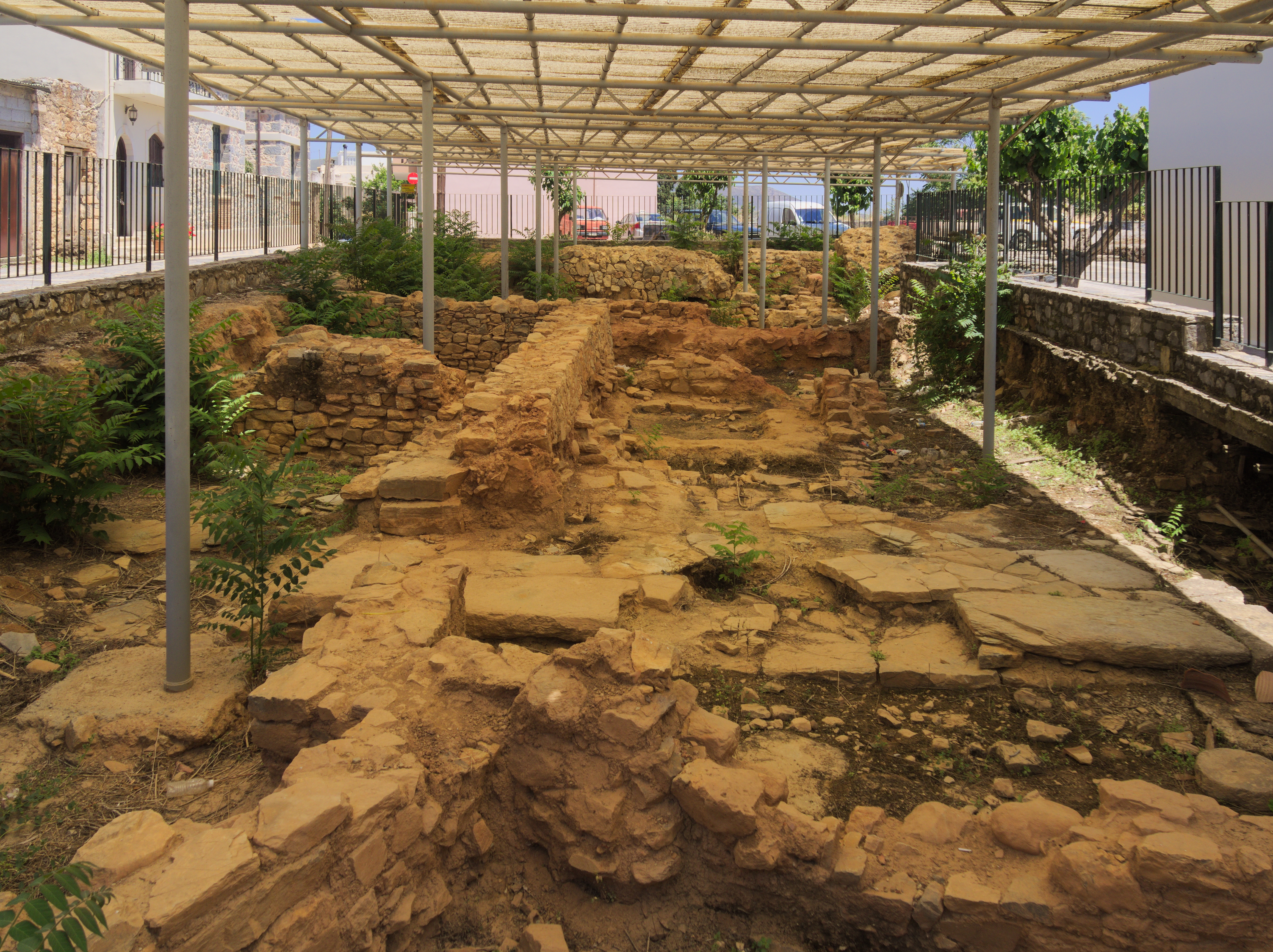
Restos arqueológicos de Kasteli.

En esta localidad hay un yacimiento arqueológico cuyos hallazgos más antiguos pertenecen al periodo Neolítico y donde hubo un asentamiento minoico. Este asentamiento, cuyos restos más importantes están en la plaza de Agios Georgios, se desarrolló en torno a un edificio monumental central que tenía dos plantas y ocho habitaciones, una de las cuales parece haber servido como lugar de culto. 
En el periodo helenístico se produjo una destrucción en este lugar que quizá estuvo relacionada con una guerra en la que quedó destruida la vecina Licto.
Por otra parte, en el mismo lugar hay restos de una fortaleza de los periodos bizantino y veneciano, y también de un embalse antiguo.
En 2024 se produjo un hallazgo arqueológico casual, en un área donde se iba a construir un radar para un aeropuerto, en la colina de Papura, a poca distancia de Kasteli. Se hallaron restos de un conjunto monumental de forma circular de unos 48 m de diámetro formado por ocho anillos de piedra superpuestos. Con respecto a su cronología, estaba ya en uso en el periodo paleopalacial (2000-1700 a. C.) pero continuó en el periodo neopalacial. Su tamaño, estructura y la gran cantidad de huesos de animales hallados indican que probablemente se trataba de un edificio comunitario relacionado con algún tipo de rito. Esta estructura es la única de esta fisonomía hallada en la civilización minoica aunque se ha comparado con un edificio en forma elíptica del yacimiento arqueológico de Jamezi.